# Peter Kurongku
Peter Kurongku (ur. 1930 w Tonnui, zm. 11 czerwca 1996 w Port Moresby) – melanezyjski duchowny rzymskokatolicki, biskup pomocniczy Honiary i arcybiskup Port Moresby.

## Biografia
Peter Kurongku urodził się w 1930 w Tonnui na Wyspie Bougainville’a, w Melanezji. Po porodzie jego matka zmarła. Chłopca przed pogrzebaniem żywcem wraz z matką uratował metodystyczny misjonarz David Pausu. Jako że metodyści nie byli w stanie przyjąć dziecka, oddali go katolickim zakonnicom opiekującymi się sierotami. Kurongku był dobrym uczniem i posiadł doskonałą znajomość języka angielskiego. Wstąpił do seminarium duchownego w Australii. 21 grudnia 1966 otrzymał święcenia prezbiteriatu i został kapłanem diecezji Bougainville.
15 listopada 1978 papież Jan Paweł II mianował go biskupem pomocniczym archidiecezji Honiara na Wyspach Salomona oraz biskupem tytularnym Sinnuary. 25 marca 1979 przyjął sakrę biskupią z rąk arcybiskupa Honiary Daniela Stuyvenberga SM. Współkonsekratorami byli biskup Bougainville Gregory Singkai oraz emerytowany biskup Bougainville Leo Lemay SM.
3 października 1981 papież mianował go arcybiskupem Port Moresby. Ingres odbył 7 listopada 1981. Podczas konfliktu w ojczystym Bougainville potępił okrucieństwa zarówno armii Papui-Nowej Gwinei, jak i Rewolucyjnej Armii Bougainville. Zapewnił również pomoc i zakwaterowanie uchodźcom z Bougainville. Zmarł 11 czerwca 1996 w Port Moresby.
Brał udział w tłumaczeniu Nowego Testamentu na język siuwai.